# Základní škola Kunratice
Základní škola Kunratice je veřejná škola založená roku 1935. Nachází se v městské části Kunratice na Praze 4. K roku 2024 měla přibližně 800 žáků a 130 zaměstanců
Ředitelem je od roku 2007 Vít Beran. ZŠ Kunratice se od této doby staly pilotní-modelovou školou projektu Pomáháme školám k úspěchu, školou zařazenou do sítě Škola podporující zdraví a škola získala titul Ekoškola. Hlavní stará budova současného areálu byla postavena v roce 1935, v roce 2007 byly dostavěny nové pavilony a i poté probíhala další výstavba. V areálu školy v centru Kunratic se nachází kromě učebních pavilonů také sportovní hala, jídelna, venkovní sportovní hřiště či přístřešek na kola.